# 우주두율
우주두율(虞註杜律)은 인천광역시 연수구 옥련동, 가천박물관에 있는 조선시대의 책이다. 1994년 7월 29일 대한민국의 보물 제1209호로 지정되었다.

## 개요
이 책은 중국 당나라의 시성(詩聖)인 두보의 칠언율시를 중국 원나라의 학자 우집(虞集)이 주(註)를 붙이고 해설을 한 것을 성종 1년(1470)에 당시 청주목사 권지가 청주목에서 간행한 것이다.
이 책의 글씨는 괴산군수 박병덕이 썼고 교정은 이경방이 보았다. 또한 책을 간행한 연월이 발문을 쓴 연월보다 1년 앞서며, 서(序)·발(跋) 및 간기 등이 완전하여 서지학연구의 귀중한 자료로 평가된다.

## 같이 보기
- 가천박물관

## 참고 자료
- 우주두율 - 국가유산청 국가유산포털